# Montbolo
Montbolo (catalansk: Montboló) er en by og kommune i departementet Pyrénées-Orientales i Sydfrankrig.

## Geografi
Montbolo ligger 45 km sydvest for Perpignan. Nærmeste by er mod syd Amélie-les-Bains (6 km).

## Demografi

### Udvikling i folketal
| 1962                                                              | 1968 | 1975 | 1982 | 1990 | 1999 | 2007 | 2014 | 2017 |
| ----------------------------------------------------------------- | ---- | ---- | ---- | ---- | ---- | ---- | ---- | ---- |
| 139                                                               | 124  | 92   | 105  | 133  | 145  | 192  | 184  | 180  |
| Tal fra og med 1962 er uden dobbelttælling (sans doubles comptes) |      |      |      |      |      |      |      |      |